# Sweet Dreams (film fra 2007)
 For alternative betydninger, se Sweet Dreams. (Se også artikler, som begynder med Sweet Dreams)
Sweet Dreams er en film instrueret af Margit Rosenaa og Sten Platz.

## Handling
Drømme kan være uhyggelige – tør du se denne her?